# Atreus
Atreus (także Atreusz, Atrej; gr. Ἀτρεύς Atreús, łac. Atreus) – w mitologii greckiej król Myken.

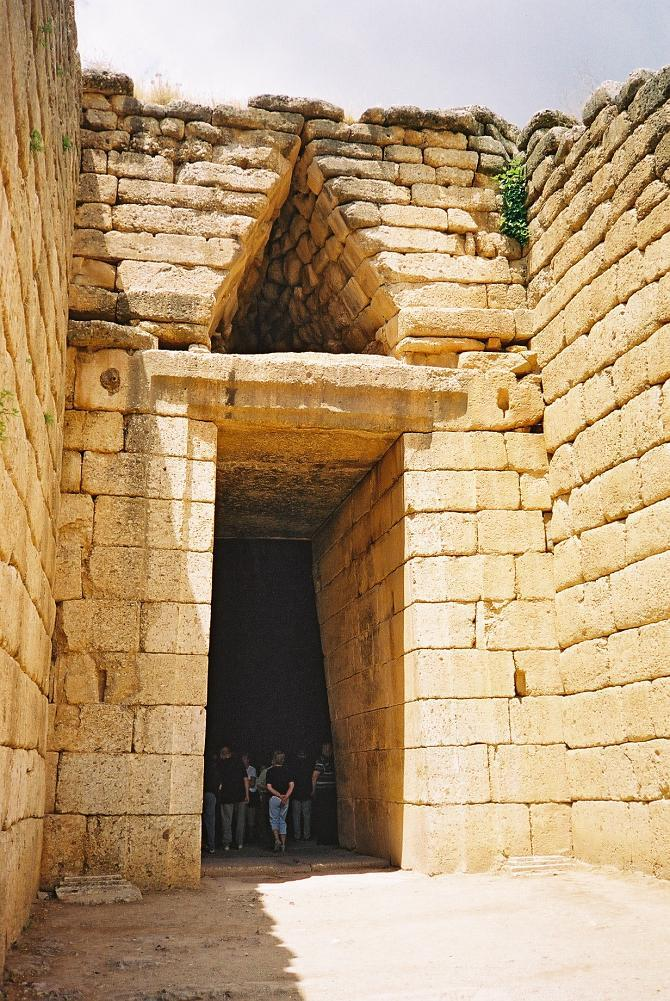
Wejście do tolos Atreusza

Uchodził za syna Pelopsa i Hippodamei. Był bratem Tiestesa, z którym został przez ojca wypędzony za zamordowanie przyrodniego brata, Chrysipposa (Chryzypa). Z żoną Aerope miał dwóch synów – Agamemnona i Menelaosa oraz córkę Anaksibię. Klątwa Pelopsa stała się przyczyną wielu zbrodni w rodzie.
Obaj bracia osiedli w Mykenach, gdzie po śmierci miejscowego władcy Atreusz objął rządy. Tiestes uwiódł żonę Atreusza, co wywołało u niego chęć zemsty - podczas uczty podał bratu pieczeń z ciał jego synów. Z kolei Tiestes przeklął Atreusza i jego ród oraz przyczynił się do śmierci Hippodamei i Atreusza, którego zamordował bratanek, Ajgistos (Egist).
Według niektórych podań Atreusz miał jeszcze syna Plejstenesa z pierwszą żoną.